# Leucospis birkmani
Leucospis birkmani – gatunek błonkówki  z rodziny osarkowatych.

## Taksonomia
Gatunek został opisany w 1925 roku przez Charlesa Bruesa. Jako miejsce typowe podano Hrabstwo Lee w Teksasie. Epitet gatunkowy honoruje pastora Gotthilfa Birkmanna, którego zbiory entomologiczne znacznie wzbogaciły wiedzę o owadach wsch. Teksasu.

## Zasięg występowania
Ameryka Północna. Występuje na płd. USA od Florydy na wsch., po Arizonę na zach. oraz w Meksyku.

## Budowa ciała
Samice osiągają 12,5 mm długości. Ubarwienie ciała czarno-żółte z metalicznym, zielonkawym połyskiem. Na środku przedniej krawędzi przedplecza charakterystyczna, okrągła żółta plamka.